# Mordenit
A mordenit (névváltozatai: ptilolit. pszeudonátrolit, ardunit, ashtonit) kálium és nátrium alapú víztartalmú alumíniumszilikát, rombos kristályrendszerű, a zeolitcsoport ásványegyüttesének tagja. Rostos, rövid oszlopos, tűs, rozettaszerű kristályhalmazokban, földes tömegekben jelenik meg. 1864-ben Henry How fedezte fel Kanadában az új-skóciai Morden településen, a Fundy-öböl közelében.

## Kémiai és fizikai tulajdonságai
- Képlete: (Ca,K2,Na2)Al2Si10O24x7(H2O).
- Szimmetriája: a rombos kristályrendszerben, piramisos és dipiramisos kristályai kevés szimmetriaelemet tartalmaznak.
- Sűrűsége: 2,1-2,15 g/cm³.
- Keménysége: 4,5-5,0  (a Mohs-féle keménységi skála szerint).
- Hasadása: jól hasad.
- Törése: kagylós, egyenetlen.
- Színe:  fehéres, halványabban és erősebben színezett rózsaszines, vöröses árnyalatokban.
- Fénye: üvegfényű.
- Átlátszósága:  áttetsző.
- Pora:  színtelen vagy fehér.
- Kémiai összetétele:
- Kálium (K) =0,5%
- Nátrium (Na) =2,9%
- Kalcium (Ca) =2,3%
- Alumínium (Al) =6,8%
- Szilícium (Si) =31,5%
- Hidrogén (H) =1,3%
- Oxigén (O) =54,7%

## Keletkezése
Hidrotermás képződése a jellemző, üledékes telepekben is előfordul. Tufaszerű kőzetekben rétegeket alkot, nagy mennyiségben feldúsulva.
Hasonló ásványok: a kalcit  a zeolitcsoport egyes tagjai.

## Előfordulásai
Csehországban Hradec Králové közelében. Szlovákiában Rozsnyó környékén. Olaszország Szardínia-szigetén, Izland területén. Görögországban Szamosz-szigeten. Bulgáriában. Japán egyes vidékein, India területén a Maharastra és Bihar államok bazalt platóiban. Oroszországban Kamcsatka-vidékén. Az Amerikai Egyesült Államok Arizona, Idaho, Nevada, Alaszka, Utah és Oregon szövetségi államokban fordul elő. Előfordulásai megtalálhatók Kanada Új-Skócia, Ausztrália és Új-Zéland területén.

## Előfordulásai Magyarországon
Magyarország világviszonylatban is jelentős zeolitkészletének egyik fontos ásványa. A Zempléni-hegység déli előterében Tállya és Rátka között riolit-tufa összletben klinoptilolit társaságában található. Szerencs-Ond, Mád és Mezőzombor térségében riolit-tufa törmelékben korlátozottan termelése is folyik. Megtalálható Nagybörzsöny közelében is. Abaújszántó, Bózsva, Gyöngyösoroszi, Mátraszentimre, Nagyhuta, Megyaszó és Háromhuta külterületein találtak példányait.

## Kísérő ásványok
A zeolitcsoport más ásványai, kalcit, kvarcit.